# 村上裕幸
村上 裕幸（むらかみ ひろゆき、1971年1月14日-）は、北海道苫小牧市出身の元アイスホッケー選手、監督。現役時代のポジションはセンターフォワード。血液型はO型。身長183cm。

## 来歴

### アイスホッケー歴
小学校3年生よりクラブチームにてアイスホッケーを始める。
高校は北海道苫小牧東高等学校へ進学し、1年生からアイスホッケー部の主力選手として活躍し、主将も務めた。高校3年生の1989年にはU20日本代表に選出され、以後3年連続アイスホッケーU20世界選手権に出場した。
明治大学へ進学後は本格的に頭角を現し、関東大学リーグ得点王やMVP等数多くの賞を受賞した。2、4年生時にはユニバーシアード日本代表に選出され活躍した。主将を務めていた4年生時には、全日本選手権において日本リーグ（現アジアリーグ）の雪印を撃破する歴史的な試合も経験している。
大学卒業後、チェコ・エクストラリガ（国内トップリーグ）のHCクラドノへ入団、プロ契約を勝ち取り、アジア人として初めてのエクストラリーガーとなった。村上はチェコのエクストラリガにおいてアジア人で唯一、ゴールを決めた選手である。そのため、チェコの国内では彼のホッケーカードが流通しているほど知名度が高い。所属していたクラドノの1993-94シーズンの戦績は、リーグ戦1位、プレーオフ3位であった。その結果、村上は第1回チェコエクストラリガにおけるブロンズメダルキャリアとなる。
帰国後の1994年から1999年までは、古河電工（日本リーグ）アイスホッケー部に所属し、エースとして大活躍。その実績が認められ、1995年のモンブランカップを皮切りに日本代表へ選出され、1999年、2001年のアイスホッケー世界選手権（トップディヴィジョン）に出場している。1999年韓国で開催された冬季アジア大会にも日本代表の主力選手として出場し、銀メダルを獲得した。また、2001年の世界選手権アジア予選では、日本代表選手として得点王とMVPを獲得した。
1999年の古河電工アイスホッケー部廃部に伴い海外へ活路を見いだし、チェコ（HC 99Melnik）、アメリカ（Macon Whoopee）、スウェーデン（Huddinge ik）においてプロのアイスホッケー選手として活躍した。
再帰国後の2001-02年は札幌ポラリスにてプレー、2002年に行われた第1回オールスターゲームにも出場している。
2002年引退。

### 学歴
- 1983年  苫小牧市立豊川小学校卒業
- 1986年  苫小牧市立啓北中学校卒業
- 1989年  北海道苫小牧東高等学校卒業
- 1993年  明治大学法学部法律学科卒業
- 2011年  北海道教育大学修士課程修了 (教育学修士)

## 関連書籍
- 『アイスホッケーマガジン』1999年4月号